# Euthalia ramada
Euthalia ramada är en fjärilsart som beskrevs av Moore 1859. Euthalia ramada ingår i släktet Euthalia och familjen praktfjärilar. Inga underarter finns listade i Catalogue of Life.